# Kaninchenberge
Die Kaninchenberge sind ein rund 106 Hektar großes Naturschutzgebiet in der nordrhein-westfälischen Gemeinde Hünxe am Niederrhein. Als Teil des Waldgebiets „Speller Heide“ liegt das 1989 eingerichtete Naturschutzgebiet zwischen dem Hünxer Ortsteil Bucholtwelmen und dem Voerder Ortsteil Friedrichsfeld. Seit 2004 sind die Kaninchenberge auch als FFH-Gebiet DE-4306-303 Kaninchenberge ausgewiesen, wodurch sie zum europäischen Schutzgebietsnetz Natura 2000 gehören. Das FFH-Gebiet ist nur geringfügig kleiner als das Naturschutzgebiet; ausgespart sind zwei randliche Flächen im Nordwesten des Gebiets.

## Flora und Fauna
Die Kaninchenberge umfassen ein Binnendünenfeld mit Resten früherer Heidelandschaft. Etwa 90 Prozent des Gebietes sind mit überwiegend mittelalten Kiefern-Mischwäldern und teils sehr jungen Laubwäldern aus Eichen und Birken bestanden, wobei vor allem Teile der Birkenbestände heidekrautreiches Unterholz aufweisen. Im nördlichen Gebietsteil dominieren Heiden und Magerrasen.
Als Arten von gemeinschaftlichem Interesse nach den Fauna-Flora-Habitat- und Vogelschutzrichtlinien finden sich im Naturschutzgebiet insbesondere Heidelerchen und Kiebitze sowie Feldgrillen.